# Peucedanum officinale
Peucedanum officinale es una especie de planta herbácea  perteneciente a la familia Apiaceae. 

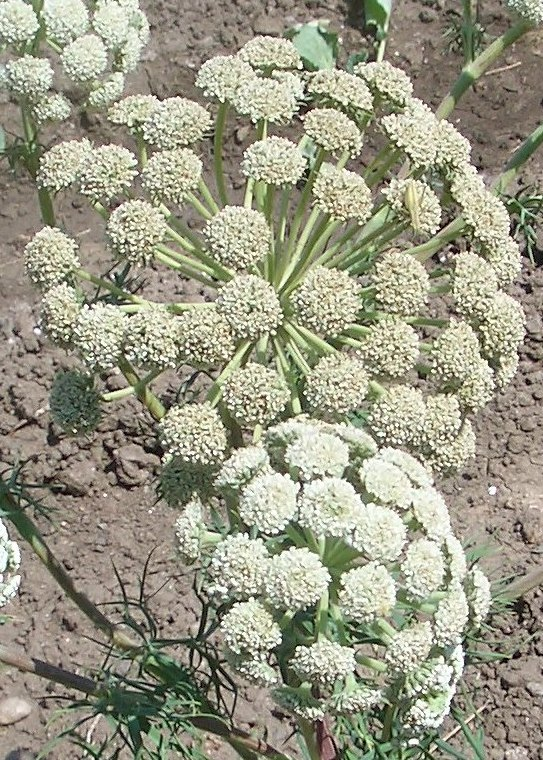
Inflorescencias

## Descripción
Es una planta perenne. Con rizoma leñoso, de 12-15 mm de diámetro, vertical. Cepa gruesa, recubierta por un denso entramado de fibras pardas o negruzcas. Tallo 60-150(250) cm de altura, cilíndrico, de 6-8(10) mm de diámetro, sólido, estriado, glabro. Hojas basales hasta de 50(60) × 20(30) cm, limbo ± obtriangular, (2)4-5(6) ternatisecto, divisiones de último orden (20)60-100(140) × (0,8)1,2-2(3) mm, aciculares o linear-lanceoladas, glabras, pecíolo hasta de 20-25 cm, más corto que el limbo, cilíndrico, glabro, que se ensancha hacia la base en una vaina de margen escarioso hasta de 2,5 mm de anchura; hojas medias 1-4 ternatisectas, con el limbo de menor tamaño que las basales y pecíolo ensanchado en una vaina de c. 1 cm de anchura, provista de fino margen escarioso –en las de las ramificaciones de las inflorescencias el pecíolo está completamente ensanchado en vaina–; hojas superiores indivisas o trífidas, con el pecíolo envainador. Las inflorescenciaa en umbelas con (12)20-40(50) radios de (15)25-130 mm, desiguales, glabros. Brácteas 0-6, hasta de 25 mm, lineares. Umbélulas con (9)20-30(40) flores, con radios glabros. Bractéolas hasta 20, de c. 3,5-4 × 0,5 mm, lineares, progresivamente ensanchadas hacia la base. Cáliz con dientes hasta de 0,5 × 0,5 mm. Pétalos 1,3- 1,5 × 1,2-1,3 mm, ovales, amarillos, con el nervio central bien marcado. Estilopodio de longitud parecida a la de los estilos, cónico; estilos 0,5-0,8 mm, divergentes, claviformes en la floración, cilíndricos tras la polinización. Frutos 6,5- 10(12) × 4-6 mm, de contorno elíptico, apenas emarginados; mericarpo con las 3 costillas centrales bien visibles; ala más estrecha que el resto del mericarpo, fina.

## Distribución y hábitat
Se encuentra en pastizales, zonas de matorral abierto, cunetas y bordes de caminos, en suelos ± secos, tanto ácidos como básicos o ultrabásicos y, con frecuencia, algo nitrificados, generalmente en pequeñas poblaciones estables y muy poco dispersas; a una altitud de 10-1200 metros, en casi toda Europa excepto el N, Siberia occidental, y posiblemente alguna otra zona de Asia, más, rara, en las montañas de Marruecos. Disperso por toda la península ibérica.

## Subespecies
- Peucedanum officinale  subsp. brachyradsium García-Martín & Silvestre

## Taxonomía
Peucedanum officinale fue descrita por   Carlos Linneo y publicado en Species Plantarum 1: 245. 1753.
Sinonimia
- Selinum officinale Vest
- Selinum peucedanum Crantz
- Peucedanum italicum Mill.
- Peucedanum narbonense Bubani
- Peucedanum stenocarpum var. catalaunicum Pau in Sennen
- Peucedanum stenocarpum Boiss. & Reut.[4]

## Nombres comunes
- Castellano: aperauchi pequeño, ervato, ervatos, ervatu, ervatun, herbatu, herbatun, peucedano, rabo de puerco, servato, yerbatu, yerbatun.[4]